# Gelbkehlkarakara
Der Gelbkehlkarakara (Daptrius ater) ist eine Art der Geierfalken (Polyborini), die von Kolumbien, Venezuela und den drei Guyanas im Norden bis nach Bolivien im Süden im nördlichen und mittleren Südamerika weit verbreitet ist.

## Merkmale

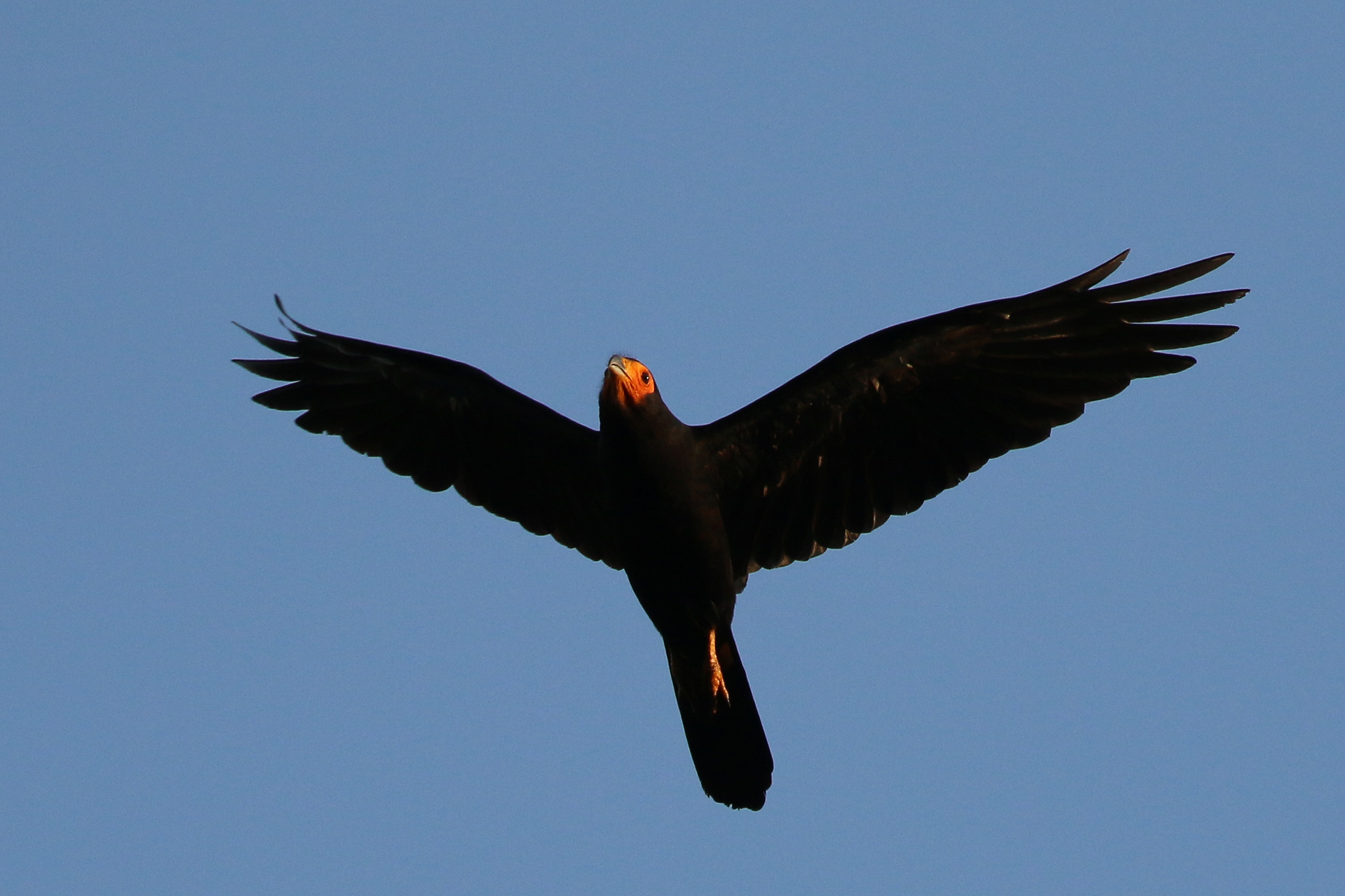
Fliegender Gelbkehlkarakara

Der Gelbkehlkarakara hat ein überwiegend schwarzes Gefieder, nur die Schwanzbasis ist weiß. Die unbefiederten Abschnitte des Kopfes sind orange, die Kehle und die Beine sind gelb. Die kleinen Falken werden 41 bis 47 Zentimeter lang, die Flügelspannweite beträgt 90 bis 100 Zentimeter. Männchen und Weibchen unterscheiden sich nur im Gewicht, letztere werden etwas schwerer. Sie erreichen ein Gewicht von 348 bis 445 Gramm, ein vermessenes Männchen wog 330 Gramm.
Sitzend gibt der Gelbkehlkarakara nur selten Laute von sich, ruft aber häufig im Flug. Zu den Lauten gehören ein heiseres, rabenartiges Krächzen, Rufe die mit „kra-a-a-a-a-a-a-a“ oder „cheeoow, chew-chew-chew“ wiedergegeben werden und ein schrilles „eeeeeeeeah“, das mit dem Geräusch eines rostigen Tores verglichen werden kann.

## Lebensraum und Lebensweise

Das Verbreitungsgebiet des Gelbkehlkarakaras

Der Gelbkehlkarakara lebt in tropischen Regenwäldern, Baumsavannen, Galeriewäldern und Sekundärwäldern, von Meeresspiegelhöhe bis in Höhen von 600 Metern, im Südosten Venezuelas bis in Höhen von 890 Metern. Am häufigsten wird er an den Ufern größerer Flüsse, an Waldrändern und in abgebrannten Regionen gesehen. In Mangroven ist er eher selten. Die Vögel leben allein oder paarweise, oft aber auch in kleinen Gruppen von bis zu 7 oder 8 Individuen. Gelbkehlkarakaras ernähren sich von Aas, Fröschen, Fischen, nestjungen Vögeln und Vogeleiern, von Kleinsäugern, Libellen, Spinnen, Käferlarven, andern Maden, von Raupen und Ameisen. Flachlandtapire geben Laute von sich, um Gelbkehlkarakaras anzulocken und legen sich hin, damit diese (in der Regel 3 bis 6 Individuen gleichzeitig) die Säuger von Zecken befreien können. Über die Fortpflanzungsbiologie des Gelbkehlkarakaras ist kaum etwas bekannt. In Guyana soll er von März bis Juni brüten, das Nest hoch in Bäumen bauen und ein Gelege soll aus 2 bis 3 Eier bestehen.

## Systematik
Der Gelbkehlkarakara wurde 1816 durch den französischen Ornithologen Louis Pierre Vieillot erstmals wissenschaftlich beschrieben. Dabei wurde auch die Gattung Daptrius eingeführt, die lange Zeit monotypisch war. Jérôme Fuchs und Mitarbeiter synonymisierten 2015 jedoch die Gattungen Ibycter, Milvago und Phalcoboenus mit Daptrius, so das diese damit acht Arten umfasst.

## Gefährdung
Der Gelbkehlkarakara gilt als ungefährdet, da er ein sehr großes Verbreitungsgebiet hat.